# Zhang Haishan
Zhang Haishan (張海山S, Zhāng HǎishānP, trascritto anche Cheong Hoi San; 28 giugno 1998) è un calciatore macaense, centrocampista del Macau Under 23.

## Carriera

### Nazionale
Ha esordito in Nazionale il 2 luglio 2016.